# هروویه کوفیف

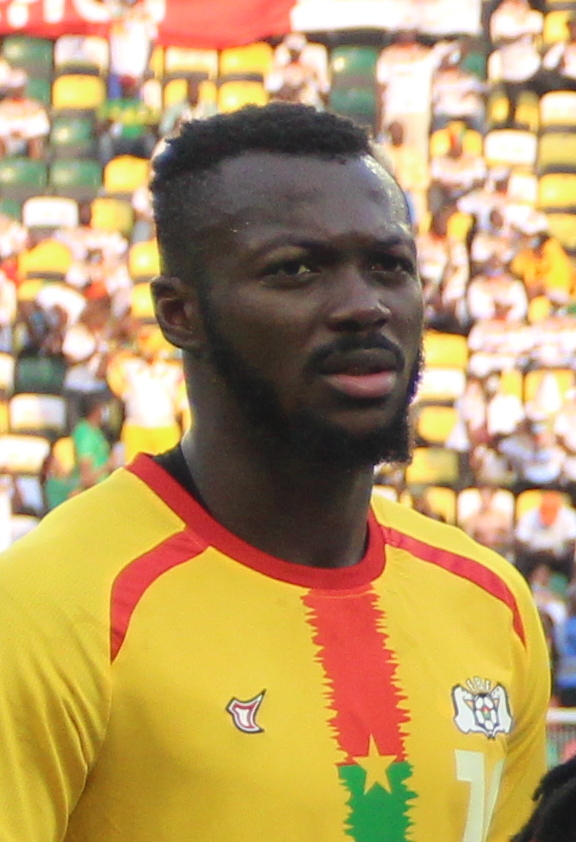
هروویه کوفیف در سال ۲۰۲۱

هروویه کوفیف (انگلیسی: Hervé Koffi؛ زادهٔ ۱۶ اکتبر ۱۹۹۶) بازیکن فوتبال اهل بورکینافاسو است.
از باشگاه‌هایی که در آن بازی کرده‌است می‌توان به اشاره کرد.
وی همچنین در تیم‌های ملی فوتبال بورکینافاسو بازی کرده‌است.